# Aranymellű csillagoskolibri
Az aranymellű csillagoskolibri (Coeligena bonapartei) a madarak osztályának sarlósfecske-alakúak (Apodiformes) rendjébe és a kolibrifélék (Trochilidae) családjába tartozó faj.

## Rendszerezése
A fajt Auguste Boissonneau francia ornitológus írta le 1840-ben, az Ornismia nembe Ornismia bonarpartei néven.
Tudományos faji nevét Charles Lucien Jules Laurent Bonaparte francia ornitológusról kapta.

## Alfajai
- Coeligena bonapartei bonapartei (Boissonneau, 1840)
- Perija-csillagoskolibri (Coeligena bonapartei consita vagy Coeligena consita) Wetmore & W. H. Phelps Jr, 1952
- arany csillagoskolibri (Coeligena bonapartei eos vagy Coeligena eos)
- Coeligena bonapartei orina Wetmore, 1953

## Előfordulása
Dél-Amerika északnyugati részén, az Andok hegységben, Kolumbia területén honos. A természetes élőhelye szubtrópusi vagy trópusi hegyi esőerdők és magaslati cserjések.

## Megjelenése
Testhossza 14 centiméter, a hím testtömege 5,3–10,1 gramm, a tojóé 3,3–8,5 gramm. A csőrének a hossza eléri a 3 centimétert.